# Camilla Hamids bakresa: Marocko
Camilla Hamids bakresa: Marocko är en svensk matlagnings- och dokumentärserie som hade premiär på SVT1 och SVT Play den 24 januari 2024. Första säsongen består av fem avsnitt.

## Handling
Serien kretsar kring kocken och bagaren Camilla Hamid som reser till Marocko för att söka efter sina rötter. Serie avhandlar förutom bakning även minnen och familjeband.

## Medverkande (i urval)
- Camilla Hamid